# Пентапразеодимтригерманий
Пентапразеодѝмтригерма́ний — бинарное неорганическое соединение, интерметаллид
соль празеодима и германия
с формулой Ge3Pr5,
кристаллы.

## Получение
- Сплавление стехиометрических количеств чистых веществ:

{\displaystyle {\mathsf {5Pr+3Ge\ {\xrightarrow {1490^{o}C}}\ Ge_{3}Pr_{5}}}}

## Физические свойства
Пентапразеодимтригерманий образует кристаллы гексагональной сингонии, пространственная группа P 63/mcm, параметры ячейки a = 0,8818 нм, c = 0,6686 нм, Z = 2,
структура типа трисилицида пентамарганца Mn5Si3
.
Соединение конгруэнтно плавится при температуре 1490 °C.
При температуре 18 К происходит переход в антиферромагнитное состояние.